# 國家櫻花節
國家櫻花節（英語：National Cherry Blossom Festival；日语：／）是美國華盛頓哥倫比亞特區每年春季舉辦的節慶活動。這一節日起源於1912年3月27日，日本時任東京市長尾崎行雄向華盛頓贈送櫻花。贈送櫻花的目的是強化美國和日本之間的友好關係。現在仍有這一活動。

## 歷史

### 初期的啟蒙活動

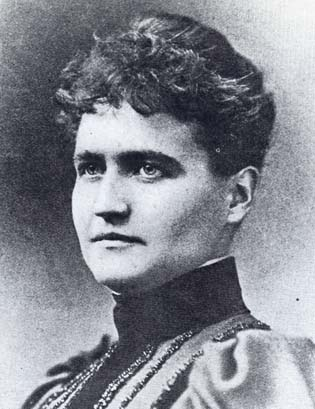
提議在波多馬克河畔種植櫻花的伊麗莎·斯基德莫爾

在日本贈送華盛頓櫻花之前的十多年前，就已有試圖在華府種植櫻花的活動。1885年，國家地理學會第一位女性理事伊麗莎·斯基德莫爾從日本旅行回到美國後，提議在波多馬克河種植櫻花。雖然這一提案被拒絕，但斯基德莫爾此後持續進行這一提案達24年。這一時期亦有個人在華盛頓種植櫻花。在華盛頓西北地區，斯基德莫爾曾在櫻花樹下開過茶會，植物學家大衛·費柴爾德亦有參加。
1906年，費柴爾德從日本的橫濱植木公司購買了1000株櫻花，並種植於他在切維切斯的自宅。費柴爾德自1907年開始推進在華盛頓地區種植櫻花，並於翌年向華盛頓的各學校贈送在校園種植的櫻花。在斯基德莫爾亦有參加的植樹節上，費柴爾德發表了將潮汐湖附近的道路變為櫻花之路的構想。
斯基德莫爾自1909年開始籌集購買櫻花，以捐贈種植的資金。同年4月5日，她向時任美國第一夫人海倫·赫倫·塔虎脫寫信，告知她的計劃，並在兩天后得到以下回信：
感謝你種植櫻花的提案。我同意這一提議，不過我認為種植在道路沿線或許是更好的方案。雖然這些櫻花可能不能倒映在水面，但在路旁也會很美。讓我知道你的想法。
居住在華盛頓的日本學者高峰讓吉和時任駐紐約總領事水野幸吉也得知了這一消息。東京市長及眾議院議員尾崎行雄當時正在思考向協助日俄戰爭停戰的美國謝禮，並從水野得知了這一計劃。4月8日，高峰向塔虎脫提案稱尾崎有意捐贈2,000株櫻花。高峰和水野此後和塔虎脫會面，塔虎脫接受了日方捐贈2,000株櫻花的提案。

### 慘遭燒毀

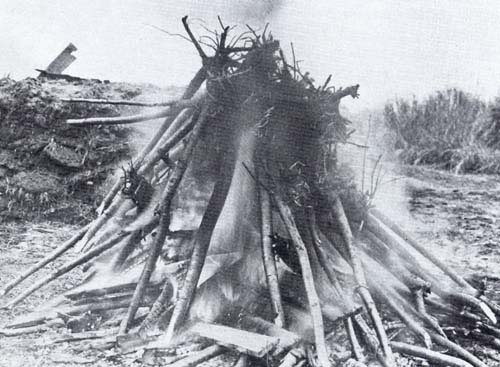
1910年東京最初捐給美國的櫻花因病蟲害而被燒毀

1909年4月13日，公共設施·公有地廳長官斯賓塞·科斯比進口了90株櫻花，並種植在從林肯紀念堂至東波托馬克公園的地區。這些櫻花是接近白普賢的種類，但大多數現已不存。
1909年8月30日，日本駐美國大使館向美國國務院表示，東京將贈送給美國2,000株櫻花。櫻花在1910年1月6日到達華盛頓，但農業部檢疫後發現這些櫻花被昆蟲污染。時任美國總統威廉·霍华德·塔夫脱因此在1月28日下令燒毀這些櫻花。時任美國國務卿菲蘭德·C·諾克斯給日本駐美大使寫信，對此表示遺憾。

### 再次啟動贈送櫻花計劃
尾崎此後在高峰博士的支援下決定再次贈送櫻花。同時為慶祝紐約開發哈德遜河沿岸300週年，日方還計劃向紐約捐贈3,000株櫻花，共計捐贈6,000株櫻花。1910年3月，日方獲得農商務省農事試驗場場長古在由直農學博士的建議，在靜岡縣清水市興津的農商務省農事試驗場園藝部種植樹苗，並和兵庫縣川邊郡東野村（現伊丹市）的山櫻嫁接。至同年12月，已蒐集了59種櫻花。翌年2月14日，1,800株染井吉野櫻、350株關山櫻、160株一葉櫻等12種，共計3,020株櫻花乘阿波丸自橫濱港出發，到達美國西雅圖之後經鐵路在3月26日運抵華盛頓。

### 來自日本的捐贈

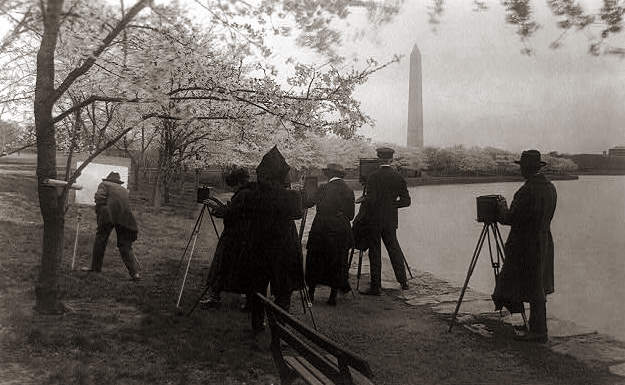
潮汐湖畔櫻花下的攝影家和畫家，1930年

1912年，華盛頓舉辦活動，美國第一夫人海倫·赫倫·塔虎脫和日本大使珍田捨巳子爵之妻珍田伊波（珍田いは）在潮汐湖北岸的西波托馬克公園捐贈了最初的兩株櫻花。這兩株櫻花現在仍然存在。作為回禮，美國政府自1915年開始向日本贈送大花四照花。

### 櫻花節

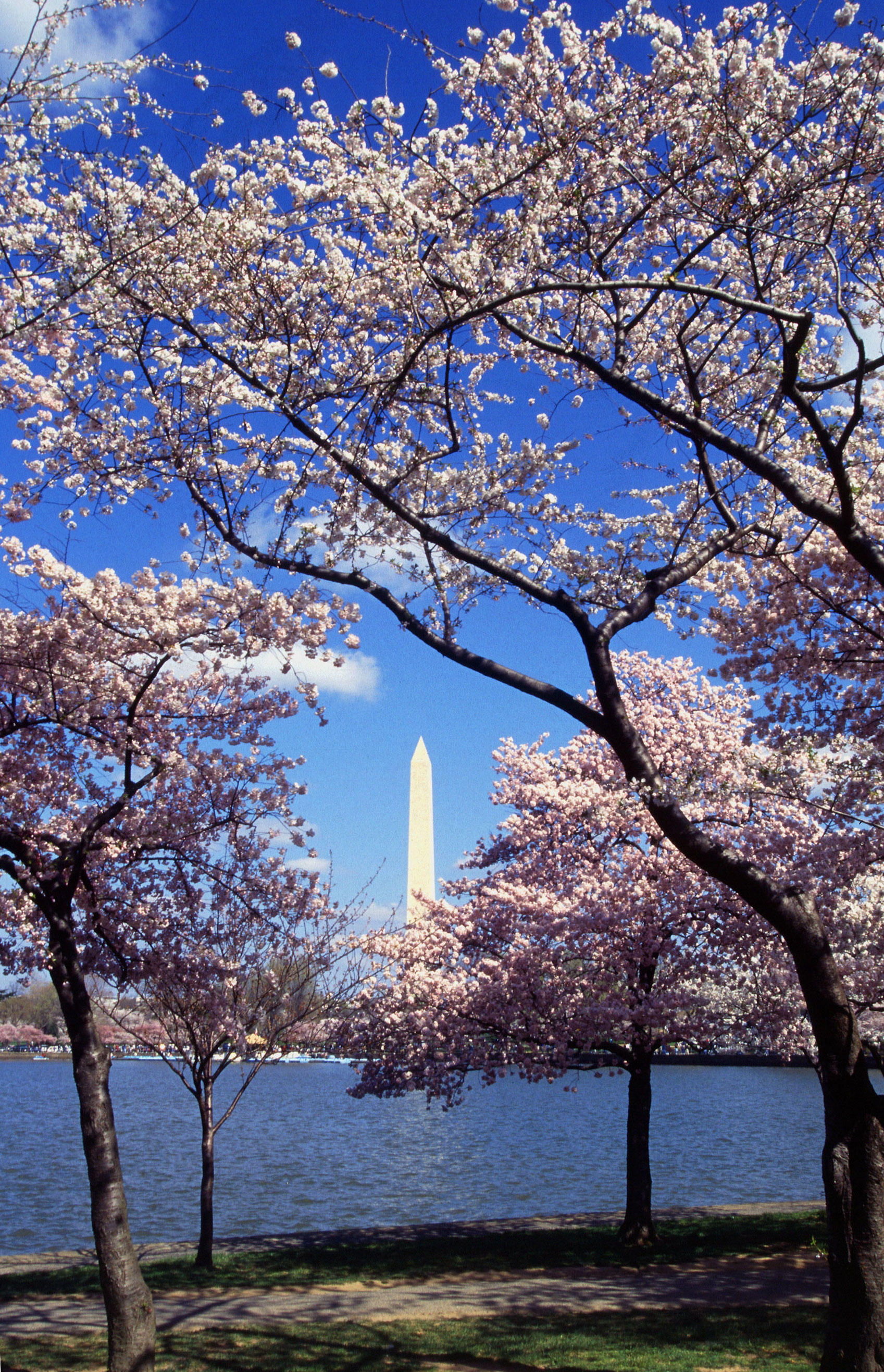
華盛頓紀念碑和櫻花

最初的櫻花節舉辦於1935年，此後成為每年舉辦的活動。1938年，為修建傑佛遜紀念堂，當地政府曾有計劃砍伐部分櫻花，以確保土地。這引發女性集團抗議，她們組成人鏈以封鎖預計砍伐的土地。最後雙方以在潮汐湖南岸種植更多櫻花妥協。
1941年12月11日，有4株櫻花被砍伐。這被認為是對日本在12月8日偷襲珍珠港的報復。在二戰期間，這些櫻花被稱為「東洋的櫻花」，櫻花節也一度停止。
1952年，東京都足立區為恢復荒川堤的櫻花向美方求助。荒川堤的櫻花曾用作華盛頓櫻花的嫁接，但因二戰而減少。對此美國國家公園管理局向東京贈送了大花四照花。1954年，為紀念《神奈川條約》簽訂100週年，日本向華盛頓捐贈歷史100年的燈籠。燈籠的點燈式成為櫻花節正式重開的契機。1958年，橫濱市向美國捐贈了石塔。
1965年，日本捐贈了3,800株染井吉野櫻。這些櫻花大多種植在華盛頓紀念碑附近。1986年至1988年，為恢復最初捐贈的櫻花，美國國家公園管理局耗資10.1萬美元，種植了676株櫻花。
1994年，國家櫻花節延長至兩週。1999年，岐阜縣本巢郡根尾村（現本巢市根尾地區）向美方捐贈了50株淡墨櫻的嫁接苗，種植在西波多馬克公園。在2002年至2006年，調查發現1912年當時種植的櫻花有400株仍有保持。

## 櫻花節活動
國家櫻花節現在時長三週，每年三月中旬在華納劇場舉辦開幕儀式，此後在數日舉辦文化活動。
櫻花節的第二個週六則在西南水岸舉辦三個舞台活動。節日結束時，會在華盛頓水道舉辦煙花大會。翌晨則有賽跑活動，並在這一天晚間點亮日本在1954年捐贈的石燈籠。
在櫻花節的最後一個週六早晨，活動組織單位會舉辦大規模遊行活動。2015年之前，美國最大的日本文化節活動亦在櫻花節時期舉辦。 慶祝活動包括巨大而多彩的氦氣球、花車、遊行樂隊、音樂和其他活動。

## 種類

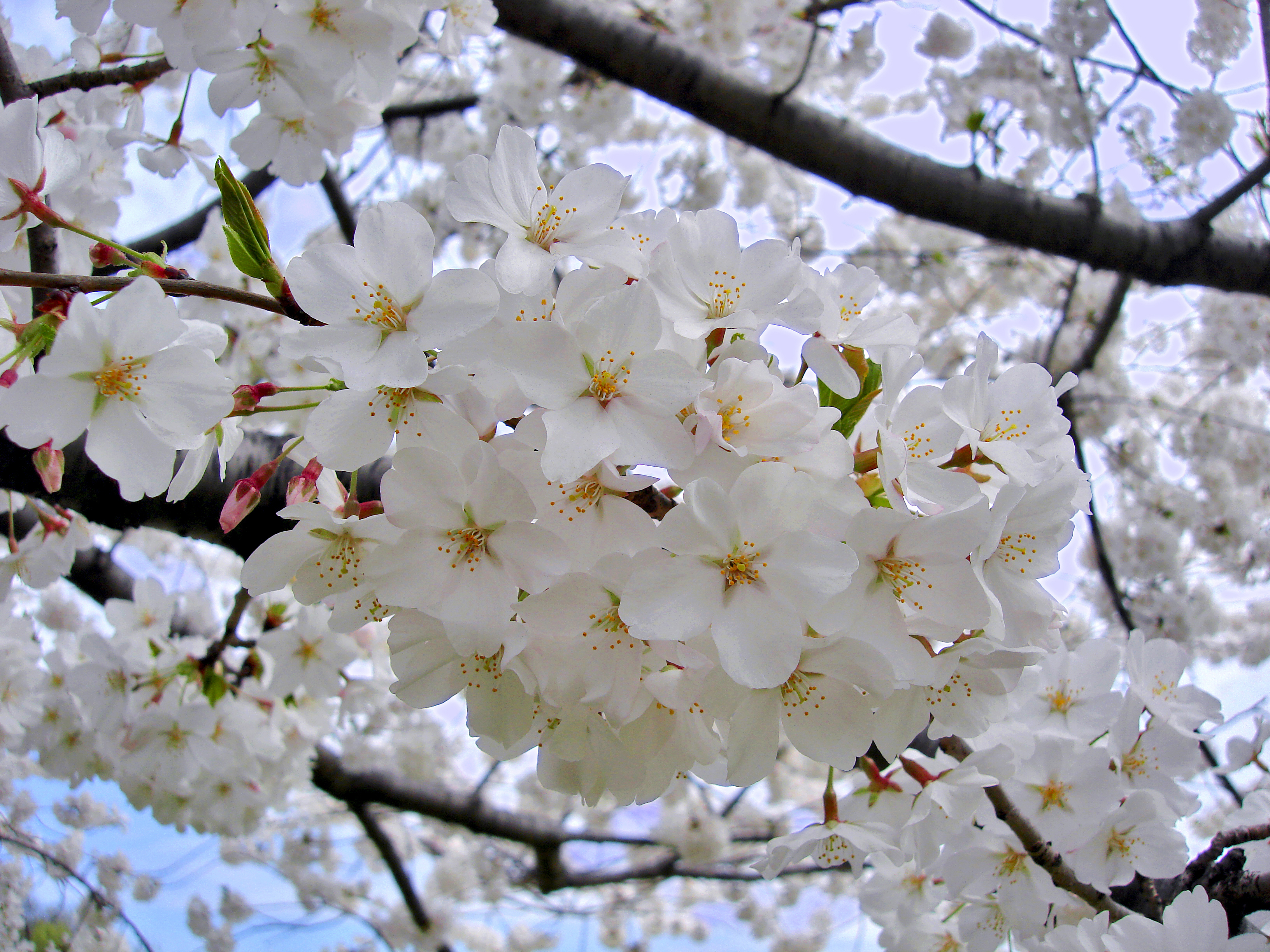
染井吉野櫻是華盛頓種類最多的櫻花

在現在仍存活的最初種植的12種3,020株櫻花中，大多是染井吉野櫻和關山櫻。染井吉野櫻大多種植在潮汐湖附近，此外在北側的華盛頓紀念碑亦有種植。關山櫻則主要種植在東波多馬克公園，盛開時期比染井吉野櫻要晚兩週。東波多馬克公園亦種有普賢象等品種。枝垂櫻是開花較早的品種，在染井吉野櫻開花前1週開始開花。華盛頓還種植有大山櫻、十月櫻等品種。

## 外部連結
- 官方网站（英文）
- Cherry Blossom Festival（页面存档备份，存于） by the National Park Service（英文）

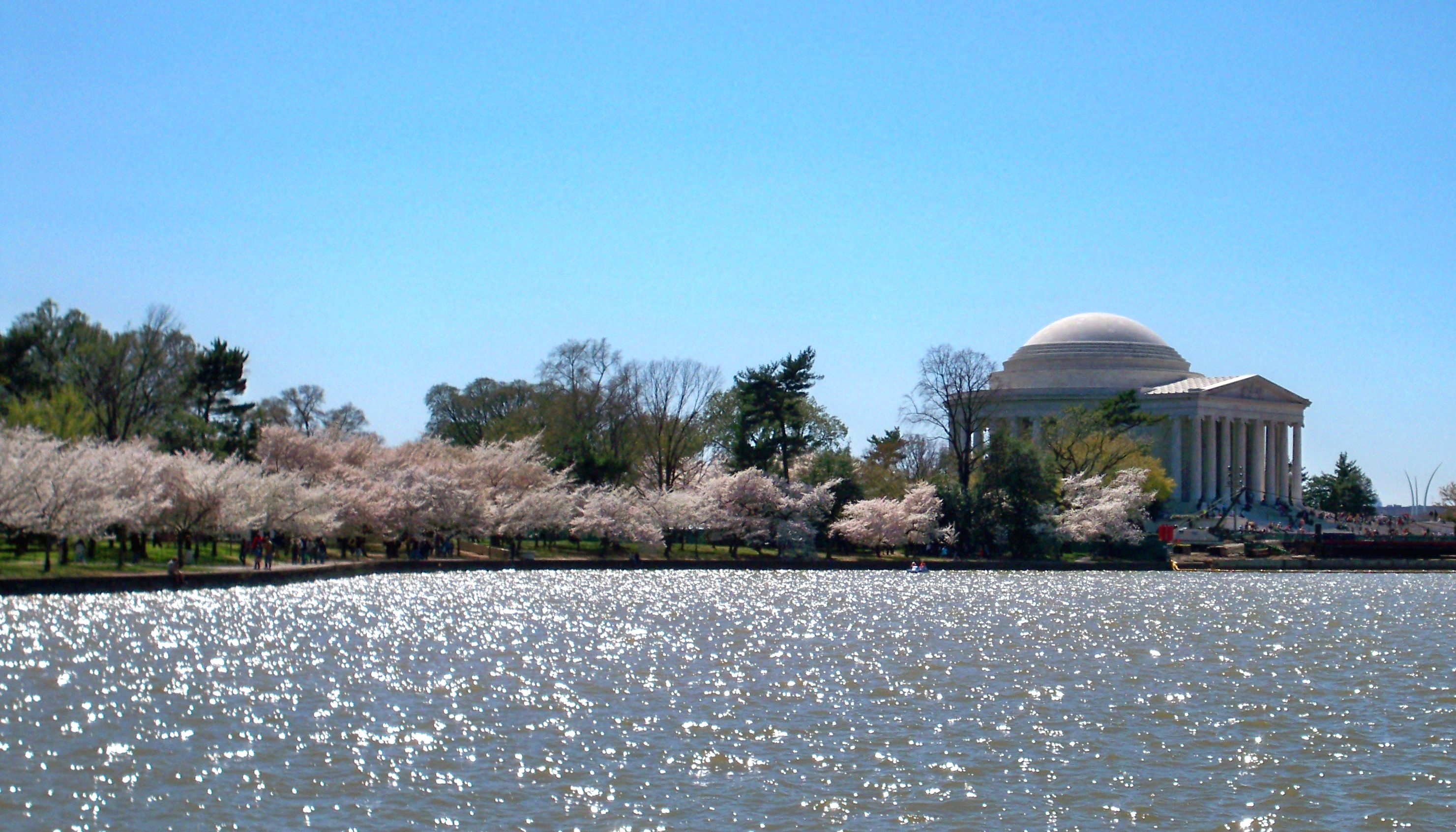
2010年國家櫻花節時的傑佛遜紀念堂

- National Cherry Blossom Festival Records（页面存档备份，存于）, Special Collections Research Center, Estelle and Melvin Gelman Library, The George Washington University（英文）
- Photos of Washington DC's cherry blossoms in bloom（页面存档备份，存于）（英文）
- Video of the 1944 Cherry Blossom Festival（页面存档备份，存于）（英文）
- Washington DC Cherry Blossoms and Blossom Kite Festival（页面存档备份，存于）（英文）
- View The Japanese flowering cherry trees of Washington, D.C. by Roland M. Jefferson（页面存档备份，存于） online at the Biodiversity Heritage Library.
- Sakura Matsuri（页面存档备份，存于）（英文）
- さくらまつり（页面存档备份，存于）（日語）
- ワシントン日米協会（页面存档备份，存于）（日語）